# Cultivo de Prunus persica en la Colonia Tovar

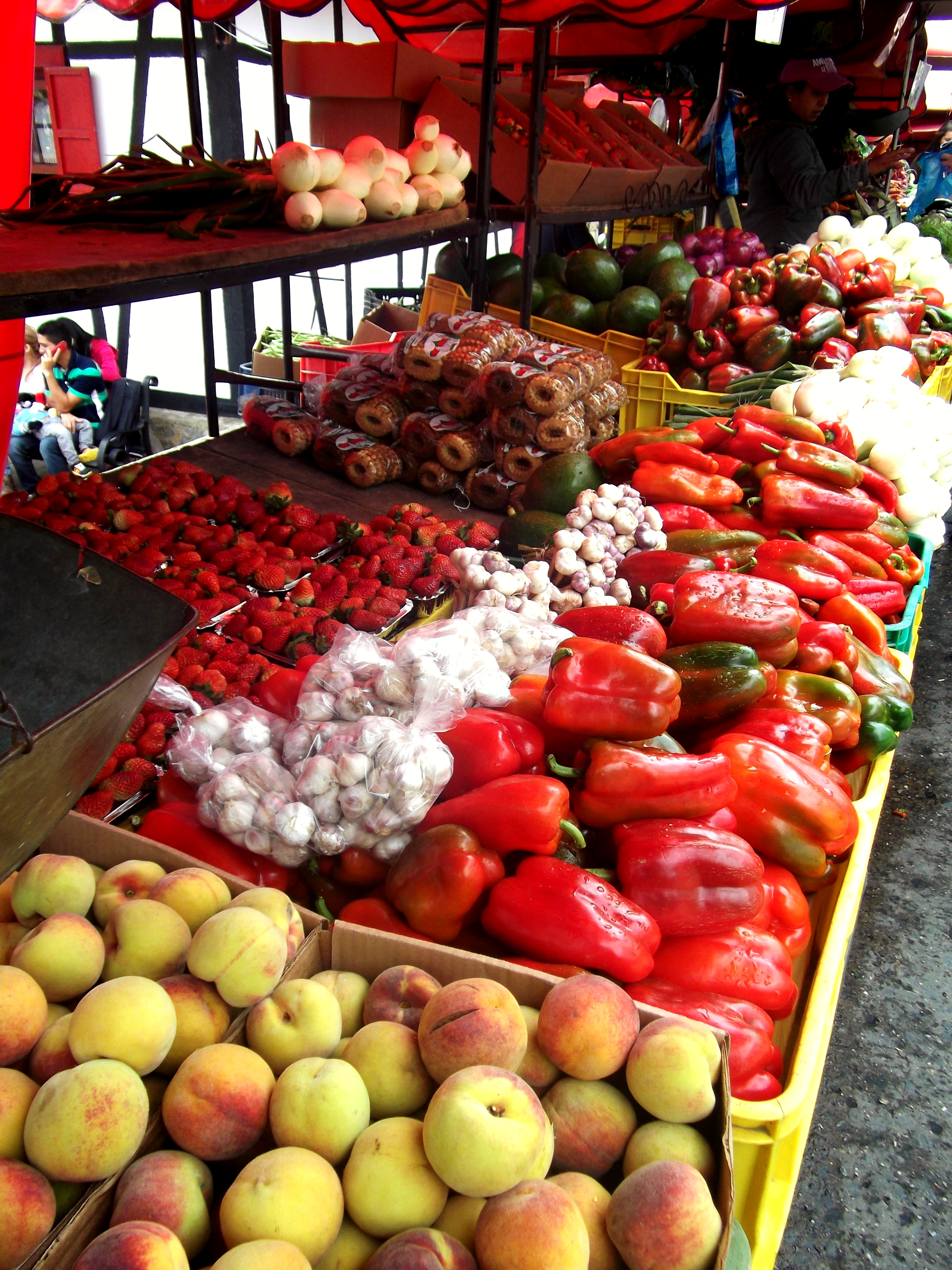
Puesto comercial típico de la Colonia Tovar, donde se exhiben duraznos cultivados en la región.

El cultivo de Prunus persica (conocido en Venezuela como melocotón o durazno) constituye una actividad agrícola de relevancia en la Colonia Tovar, localidad ubicada en el municipio Tovar del estado Aragua, caracterizada por un clima templado monzónico y condiciones agroecológicas favorables.
La fundación de esta población formó parte de un programa de colonización agraria impulsado por el Estado venezolano tras la disolución de la Gran Colombia, con el objetivo de fomentar la producción agrícola. Entre los cultivos promovidos desde sus inicios, el durazno destacó como uno de los productos emblemáticos de la región.
En los últimos años, diversas investigaciones se han enfocado en el análisis de las propiedades físico-químicas del durazno producido en esta región, así como en el impacto que ejercen las condiciones de almacenamiento sobre la calidad poscosecha y la conservación del fruto. Estos estudios han permitido identificar parámetros clave como la firmeza, el contenido de humedad, la evolución del color, y la composición nutricional del fruto, aportando información útil para optimizar su manejo y comercialización en el mercado local.

## Características físico-químicas del durazno de Colonia Tovar
En Venezuela, el cultivo del durazno tipo Amarillo (Prunus persica), especialmente en la Colonia Tovar (estado Aragua), representa una actividad agrícola significativa tanto por su importancia económica como por su valor nutricional y sensorial. Este fruto es altamente apreciado por productores y consumidores debido a su sabor ácido-dulce, rendimiento en pulpa y valor comercial, atribuible a su calidad y vida útil.
Con el objetivo de optimizar su manejo poscosecha, un estudio caracterizó la calidad físico-química del durazno producido en esta región, estableció categorías comerciales basadas en el peso del fruto (entre 59,7 y 132 g) y evaluó la efectividad de distintos métodos de acondicionamiento y almacenamiento. Los tratamientos incluyeron aplicaciones combinadas de vapor de vinagre, inmersión en solución de cloruro de calcio y empaque en bolsas plásticas perforadas. Posteriormente, los frutos fueron almacenados en condiciones ambientales (28 ± 2 °C y 70 ± 1 % HR) y bajo refrigeración comercial (13 ± 1 °C y 90 ± 2 % HR).
Los resultados indicaron que los duraznos acondicionados y refrigerados conservaron su calidad hasta por 9 días, en contraste con los 6 días de vida útil observados bajo condiciones ambientales. Entre las variables de calidad más destacadas se encontraron los sólidos solubles totales (18,2 °Brix), la acidez titulable (0,44 % como ácido cítrico) y la firmeza (13,7 kgf·mm⁻¹). Estos hallazgos respaldan la implementación de técnicas de refrigeración como estrategia para mejorar la rentabilidad y disponibilidad del fruto en el mercado local.
En paralelo, y dada la creciente necesidad de aprovechamiento integral de subproductos agroindustriales, se ha comenzado a estudiar el potencial de los residuos generados durante el procesamiento del durazno, particularmente la piel externa aterciopelada del fruto. Una investigación realizada entre mayo y agosto de 2013 en la Colonia Tovar recolectó muestras de pieles retiradas mecánicamente y las analizó en el Laboratorio de Tecnología de Alimentos del CITEC, aplicando metodologías oficiales de COVENIN, CITEC y la AOAC.
El análisis reveló que esta fracción del fruto posee un contenido proteico del 4,5 %, 0,9 % de grasa y 1,4 % de cenizas, clasificándose en las Divisiones B y A1 debido a su insolubilidad en agua y solubilidad en disolventes orgánicos. Estas propiedades abren nuevas posibilidades para su utilización en la producción de compuestos de valor agregado, contribuyendo así a la sostenibilidad y diversificación de la industria agroalimentaria regional.

## Calidad física y almacenamiento
La producción de duraznos (Prunus persica) está destinada principalmente al mercado interno, y son escasos los estudios sobre la calidad y el comportamiento poscosecha de los frutos. Una investigación desarrollada en la Colonia Tovar, localidad productora ubicada en el estado Aragua, tuvo como objetivo evaluar la calidad física de los cultivares «Criollo amarillo» y «Jarillazo» bajo diferentes condiciones de temperatura durante el almacenamiento.
El estudio se llevó a cabo en el laboratorio de Poscosecha del Posgrado de Agronomía, utilizando frutos uniformes en tamaño y color, sin daños visibles ni presencia de plagas, clasificados como categoría II (con pesos entre 86,4 y 106,4 gramos). Los frutos se almacenaron a dos temperaturas controladas: 4 °C y 10 ± 1 °C. El diseño experimental fue completamente aleatorizado con arreglo factorial, y se realizaron tres experimentos con cuatro repeticiones por tratamiento, lo que resultó en un total de 288 frutos evaluados.
Las mediciones se efectuaron cada tres días hasta alcanzar un nivel de calidad general considerado inaceptable. Entre los principales hallazgos, se determinó que el cultivar «Jarillazo» presentó un mayor tamaño promedio y un porcentaje más elevado de pulpa en comparación con «Criollo amarillo». Se evidenció una pérdida progresiva de firmeza en ambos cultivares, siendo más acentuada a 10 °C, donde se registró una disminución promedio de 0,087 pulgadas. Asimismo, se observó una reducción del contenido de agua, reflejada en la pérdida de masa fresca y en la disminución de los diámetros del fruto.
Los índices de color resultaron útiles para seguir la evolución del cambio cromático, el cual fue más rápido a 10 °C que a 4 °C, en ambos cultivares. Estos resultados aportan información valiosa para optimizar las condiciones de conservación poscosecha y mejorar la calidad del durazno destinado al consumo local en zonas productoras como la Colonia Tovar.